# Pladda
Pladda är en obebodd ö i North Ayrshire, Storbritannien. Den ligger i riksdelen Skottland, i den västra delen av landet, 500 km nordväst om huvudstaden London.